# Samoobrona Patriotyczna
Samoobrona Patriotyczna – polska partia polityczna założona przez byłych działaczy Samoobrony RP, zarejestrowana 10 lipca 2007 przez Sąd Okręgowy w Warszawie, wyrejestrowana 9 stycznia 2013.

## Wybory parlamentarne w 2007
Partia wystartowała w wyborach parlamentarnych w 2007, tworząc własny komitet wyborczy. Zdobył on 0,02% głosów i zajął ostatnie, 10. miejsce spośród wszystkich komitetów, rejestrując listę do Sejmu jedynie w okręgu lubelskim (uzyskał tam 2531 głosów). Do Senatu komitet wystawił 2 kandydatów:
- Leszek Michał Barwiński – w okręgu wyborczym Lublin (otrzymał 24 856 głosów, zajmując 11. miejsce spośród 14 kandydatów),
- Leszek Sułek (bezpartyjny, ówczesny poseł Ruchu Ludowo-Narodowego) – w okręgu wyborczym Kielce (otrzymał 23 833 głosy, zajmując 9. miejsce spośród 11 kandydatów).

## Władze partii w momencie rejestracji
Przewodniczący:
- Marian Frądczyk

Wiceprzewodniczący:
- Ryszard Geryk
- Ryszard Walenty Jarznicki
- Zbigniew Witaszek

## Polska Patriotyczna
W 2008 liderzy Samoobrony Patriotycznej powołali partię Polska Patriotyczna, której przewodniczącym został Ryszard Jarznicki, a wiceprzewodniczącymi Zbigniew Witaszek, Zdzisław Jankowski i Marian Frądczyk (władze zostały zmienione w 2018). Pod szyldem tego ugrupowania środowisko Samoobrony Patriotycznej m.in. brało udział w wyborach samorządowych w 2010.

## Wybory parlamentarne w 2011
W wyborach parlamentarnych w 2011 członkowie Samoobrony Patriotycznej Joanna Szadura w okręgu nr 15 (Świdnik–Kraśnik), Anna Rękas w okręgu nr 19 (Zamość) oraz Zbigniew Witaszek w okręgu nr 40 (okolice Warszawy) znaleźli się wśród kandydatów do Senatu z ramienia Polskiej Partii Pracy – Sierpień 80 i zajęli ostatnie miejsca w swoich okręgach.